# Igor Nikouline (hockey sur glace)
Pour les articles homonymes, voir Igor Nikouline et Nikouline.
Igor Borissovitch Nikouline - en russe : Игорь Борисович Никулин et en anglais : Igor Nikulin - (né le 26 août 1972 à Tcherepovets en URSS) est un joueur professionnel russe de hockey sur glace. Il évolue au poste d'ailier.

## Biographie
En 1992, il débute avec le Metallourg Tcherepovets dans la MHL. Il est choisi au cours du repêchage d'entrée 1993 dans la Ligue nationale de hockey par les Mighty Ducks d'Anaheim en 5e ronde, en 107e position. De 1995 à 1999, il a évolué en Amérique du Nord. Il a joué une seule partie dans la LNH. Il met un terme à sa carrière en 2004.

## Statistiques
| Saison     | Équipe                     | Ligue      |    | Saison régulière | Saison régulière | Saison régulière | Saison régulière | Saison régulière |    | Séries éliminatoires | Séries éliminatoires | Séries éliminatoires | Séries éliminatoires | Séries éliminatoires |
| Saison     | Équipe                     | Ligue      | PJ | B                | A                | Pts              | Pun              | PJ               | B  | A                    | Pts                  | Pun                  |                      |                      |
| 1992-1993  | Metallourg Tcherepovets    | Superliga  | 42 | 11               | 11               | 22               | 22               |                  |    |                      |                      |                      |                      |                      |
| 1993-1994  | Metallourg Tcherepovets    | Superliga  | 44 | 14               | 15               | 29               | 52               |                  |    |                      |                      |                      |                      |                      |
| 1994-1995  | Severstal Tcherepovets     | Superliga  | 52 | 14               | 12               | 26               | 28               | --               | -- | --                   | --                   | --                   |                      |                      |
| 1995-1996  | Severstal Tcherepovets     | Superliga  | 47 | 20               | 13               | 33               | 28               |                  |    |                      |                      |                      |                      |                      |
| 1995-1996  | Bandits de Baltimore       | LAH        | 4  | 2                | 2                | 4                | 2                | --               | -- | --                   | --                   | --                   |                      |                      |
| 1996-1997  | Komets de Fort Wayne       | LIH        | 10 | 1                | 2                | 3                | 4                | --               | -- | --                   | --                   | --                   |                      |                      |
| 1996-1997  | Bandits de Baltimore       | LAH        | 61 | 27               | 25               | 52               | 14               | 3                | 2  | 1                    | 3                    | 2                    |                      |                      |
| 1996-1997  | Mighty Ducks d'Anaheim     | LNH        | -- | --               | --               | --               | --               | 1                | 0  | 0                    | 0                    | 0                    |                      |                      |
| 1997-1998  | Mighty Ducks de Cincinnati | LAH        | 54 | 14               | 11               | 25               | 40               | --               | -- | --                   | --                   | --                   |                      |                      |
| 1998-1999  | Mighty Ducks de Cincinnati | LAH        | 74 | 18               | 26               | 44               | 26               | 3                | 0  | 1                    | 1                    | 4                    |                      |                      |
| 1999-2000  | Ak Bars Kazan              | Superliga  | 4  | 0                | 0                | 0                | 4                |                  |    |                      |                      |                      |                      |                      |
| 1999-2000  | Severstal Tcherepovets     | Superliga  | 24 | 8                | 6                | 14               | 10               |                  |    |                      |                      |                      |                      |                      |
| 2000-2001  | Severstal Tcherepovets     | Superliga  | 37 | 9                | 10               | 19               | 10               |                  |    |                      |                      |                      |                      |                      |
| 2001-2002  | Severstal Tcherepovets     | Superliga  | 27 | 6                | 11               | 17               | 12               |                  |    |                      |                      |                      |                      |                      |
| 2001-2002  | SKA Saint-Pétersbourg      | Superliga  | 11 | 4                | 6                | 10               | 6                |                  |    |                      |                      |                      |                      |                      |
| 2002-2003  | SKA Saint-Pétersbourg      | Superliga  | 9  | 0                | 1                | 1                | 2                | --               | -- | --                   | --                   | --                   |                      |                      |
| 2002-2003  | Krylia Sovetov             | Superliga  | 6  | 0                | 0                | 0                | 2                | --               | -- | --                   | --                   | --                   |                      |                      |
| 2002-2003  | Molot Prikamie Perm        | Superliga  | 10 | 2                | 1                | 3                | 4                | --               | -- | --                   | --                   | --                   |                      |                      |
| 2003-2004  | Severstal Tcherepovets     | Superliga  | 7  | 0                | 1                | 1                | 0                | --               | -- | --                   | --                   | --                   |                      |                      |
| 2003-2004  | Neftekhimik Nijnekamsk     | Superliga  | 23 | 1                | 3                | 4                | 12               | --               | -- | --                   | --                   | --                   |                      |                      |
| Totaux LNH | Totaux LNH                 | Totaux LNH |    |                  |                  |                  |                  | 1                | 0  | 0                    | 0                    | 0                    |                      |                      |